# Possessed
Possessed je americká thrash/deathmetalová skupina založená roku 1983. Vyznačují se rychlým stylem hraní a hrdelním zpěvem Jeffa Becerry, čili jsou běžně nazývání první deathmetalovou kapelou. Po rozpadu v roce 1987 a krátké obnově mezi lety 1990 a 1993, se skupina sešla v roce 2007 pod původním baskytaristou/zpěvákem Jeffem Becerrou a ohlásila práci na novém albu.

## Diskografie

### Studiová alba
| Datum vydání | Název                   | Label                             |
| ------------ | ----------------------- | --------------------------------- |
| 1985         | Seven Churches          | Relativity Records/Combat Records |
| 1986         | Beyond the Gates        | Relativity Records/Combat Records |
| 2019         | Revelations of Oblivion | Nuclear Blast                     |

### Živá alba
| Datum vydání | Název             | Label          |
| ------------ | ----------------- | -------------- |
| 2004         | Agony in Paradise | Agonia Records |

### Kompilace
| Datum vydání | Název            | Label                             |
| ------------ | ---------------- | --------------------------------- |
| 1992         | Victims of Death | Relativity Records/Combat Records |
| 2003         | Resurrection     | Agonia Records                    |
| 2006         | Ashes from Hell  | Boneless Records                  |

### Dema/EP
| Datum vydání | Název                   | Label          |
| ------------ | ----------------------- | -------------- |
| 1984         | Death Metal             |                |
| 1987         | The Eyes of Horror (EP) | Combat Records |
| 1991         | 1991 Demo               |                |
| 1992         | 1993 Demo               |                |

## Sestava
Současní členové
- Jeff Becerra – zpěv (1983–1987, 2007–dosud), baskytara (1983–1987)
- Emilio Márquez – bicí (2007–dosud)
- Daniel Gonzalez – kytara (2011–dosud)
- Robert Cardenas – baskytara (2012–dosud)
- Mike Pardi – kytara (2013–dosud)